# Barbro Strömgren
Barbro Maria Strömgren, född Larsson den 17 februari 1927 i Stockholm, död den 15 oktober 2014 på Lidingö, var en svensk målare och textilkonstnär.
Barbro Strömgren utbildade sig på Tekniska skolan i Stockholm i textil och till teckningslärare, samt på Konstfack i Stockholm 1943–1949. Hon tog också en fil. kand.-examen 1964 i konsthistoria, religionshistoria och pedagogik. 
Barbro Strömgren har bland annat gjort konstverk för kyrkoutsmyckning. Hon är begravd på Solna kyrkogård.

## Offentliga verk i urval
- Applikation, Klockaregårdens församlingshem i Norrköping, 1982
- Källan, Kafjärdens församling i Eskilstuna
- Bethlehemskyrkan i Stockholm
- Onsjökyrkan i Vänersborg
- Gammelsätersfjällets fjällkyrka i Transtrand
- Församlingssalen i Mora
- Kristus har utgivit sig själv för mig i Hagabergs kapell i Södertälje
- Församlingssalen i Halden i Norge